# Thectocercus acuticaudatus
Il conuro capoazzurro (Thectocercus acuticaudatus (Vieillot, 1818)) è un uccello della famiglia degli Psittacidi. È l'unica specie del genere Thectocercus.

## Descrizione
La colorazione base è verde, più intenso nelle parti superiori, più sfumato in quelle inferiori. Il colore blu è presente sulla faccia in modo più o meno esteso secondo l'età, la sottospecie e il soggetto. È presente un anello perioftalmico nudo di un colore bianco latte; ramo superiore del becco marroncino con punta nera, ramo inferiore nero. Le zampe sono rosate. A volte sono presenti riflessi bluastri sul petto. La taglia è attorno ai 37 cm compresa la coda, di media lunghezza, con penne sfumate in rossiccio, visibili soprattutto quando l'uccello è in volo. I giovani presentano il blu solo sulla fronte e parzialmente sulla corona.

## Biologia
Vive in gruppi anche numerosi che compiono piccole migrazioni locali stagionali, alla ricerca del cibo. 
Nidifica nelle cavità degli alberi a partire da dicembre. La femmina depone 2-5 uova che vengono covate per 25 giorni; i piccoli si involano attorno alle 8 settimane di vita.

## Distribuzione e habitat
Abita un areale vasto, dalla Colombia al Venezuela, al Brasile, al Paraguay, all'Uruguay e al nord dell'Argentina. Abbastanza comune in natura, non è molto diffuso in cattività.
Abita le foreste secondarie, le savane aride con boscaglie sparse e le savane erbose.

## Tassonomia
Comprende 5 sottospecie:
- T. a. acuticaudatus (Vieillot, 1818)
- T. a. koenigi (Arndt, 1995)
- T. a. neoxenus (Cory, 1909)
- T. a. haemorrhous (von Spix, 1824)
- T. a. neumanni (Blake & Traylor, 1947)